# 58-я гвардейская общевойсковая армия
58-я гвардейская общевойсковая ордена Суворова армия (сокр. 58 ОА, в/ч 47084) — оперативное объединение Сухопутных войск Российской Федерации. Находится в составе Южного военного округа.
Управление объединения расположено в городе Владикавказ — столице Республики Северная Осетия — Алания.

## История
В соответствии с директивой Министра обороны Российской Федерации от 17 марта 1995 года № 314/2/0198 и директивой штаба СКВО от 4 апреля 1995 года № 14/0155 с 1 июня 1995 года управление 42-го армейского корпуса с подразделениями охраны и обслуживания переформировано в управление 58-й общевойсковой армии. Так на Кавказе была создана 58-я общевойсковая армия РФ.
Её костяком стали соединения и части, входившие в состав 42-го армейского корпуса, личный состав которого принимал активное участие в ликвидации осетино-ингушского конфликта в ноябре — декабре 1992 года. С декабря 1994 года по декабрь 1996 года соединения и части корпуса, а в последующем 58-й общевойсковой армии, участвовали в боевых действиях на территории Чеченской Республики.

### Первая чеченская война
О периоде становления 58-й общевойсковой армии в первые дни «чеченской» войны подробно написано в книге первого её командующего — генерал-полковника Трошева Геннадия Николаевича «Моя война. Чеченский дневник окопного генерала».

### Дагестанская война
2 августа 1999 года группа боевиков численностью около 2000 человек вторглась на территорию Ботлихского и Цумандинского районов Дагестана. 7 августа боевики разоружили милицию в населённых пунктах Ансалта и Рахата, были также захвачены аулы Тандо и Шодрода. Сложная войсковая операция была проведена в так называемой Кадарской зоне — селениях Чабанмахи и Карамахи.
К 11 сентября российские войска заняли господствующие над всей местностью горы Чабан. Остатки боевиков в Кадарской зоне были полностью ликвидированы 15 сентября. Потерпев поражение в горных районах Дагестана, бандиты предприняли вылазку в Новолакском районе, но безуспешную. Тогда они начали подготовку к очередному нападению на приграничные с Чечнёй районы Дагестана.

### Вторая чеченская война
Исходя из военно-политической обстановки, сложившейся в Северо-Кавказском регионе, в целях выполнения указаний и решения Президента Российской Федерации, принятых на заседании Совета Безопасности Российской Федерации, 7 сентября 1999 года и утверждённых 16 сентября 1999 года, приказа Министра обороны Российской Федерации и директивы Генерального штаба Вооружённых сил Российской Федерации от 11 сентября 1999 года, была создана группировка войск «Запад».
В соответствии с приказом руководителя Оперативного штаба Западной зоны от 27 сентября 1999 года на базе оперативных групп 58-й и 22-й гвардейской общевойсковых армий был сформирован Оперативный штаб Западной зоны.
По состоянию на 29 сентября 1999 года в состав Западной зоны входили:
- Оперативный штаб Западной зоны (ОГ 58-й ОА и ОГ 22-й гв. ОА),
- 19-я мотострелковая дивизия 58-й ОА в составе:
  - оперативная группа управления дивизии,
  - оперативная группа 503-го мотострелкового полка в составе одного мотострелкового батальона со средствами усиления,
  - оперативная группа 693-го мотострелкового полка в составе одного мотострелкового батальона со средствами усиления,
  - реактивная батарея 429-го мсп,
  - батарея 1329-го оптадн,
  - части и подразделения боевого обеспечения (405 обс, 239 орб, 1493 оисб, 344 орвб, 1096 обмо, 532 об РХБЗ, 135 омедб, 1077 об РЭБ),
- 3-я мотострелковая дивизия МВО в составе:
  - оперативная группа управления дивизии,
  - 245-й мотострелковый полк в составе двух мотострелковых батальонов и одного гаубичного самоходного артиллерийского дивизиона,
  - 752-й мотострелковый полк в составе двух мотострелковых батальонов и одного гаубичного самоходного артиллерийского дивизиона,
  - 99-й самоходный артиллерийский полк в составе одного гаубичного самоходного артиллерийского дивизиона и одного реактивно-артиллерийского дивизиона,
  - взвод 159-го отдельного противотанкового дивизиона,
  - части и подразделения боевого, тылового и технического обеспечения (84 орб, 692 обс, 145 оисб, 231 омедб, 911 обмо, 152 орвб, взвод РХБЗ, взвод РЭБ)
- 15-й мсп 2-й мсд в составе двух мсб и одного гсадн,
- 423-й мсп 4-й тд в составе одного мсб и одного гсадн,
- 276-й мсп 34-й мсд УрВО в составе двух мсб, двух гсадн, тб, здн.
- 1393-й омсб 205-й омсбр 58-й ОА,
- овэ 440-го овп БУ МВО,
- танковая рота 28-го отб 205-й омсбр 58-й ОА,
- части и подразделения боевого, тылового и технического обеспечения (130-го опс МВО, 664-го оо СпН МВО, 11-го исп, 1020-го крц 58-й ОА, 660 мосн ЛенВО).

Резерв: 19-я мсд и 205-я омсбр 58-й ОА в пункте постоянной дислокации (ППД).
Управление созданной Западной группировки войск составил командный состав, начальники отделов и служб 58-й общевойсковой армии, офицеры оперативной группы 22-й гвардейской общевойсковой армии и 3-й мотострелковой дивизии. Командующим Западной группировкой войск (сил) был назначен генерал-майор Шаманов В. А., начальником штаба — полковник Кондратенко В. Ф.
Сосредоточение частей вдоль границы с Чеченской Республикой было завершено к исходу 29 сентября 1999 года. Личный состав подразделений 58-й армии прибыл в состав группировки войск «Запад», уже имея боевой опыт ведения боевых действий в Ботлихском и Новолакском районах Республики Дагестан.
В дальнейшем 205-я отдельная мотострелковая бригада, прибыв из пункта постоянной дислокации (г. Будённовск), была переведена в состав войск группировки в район населённых пунктов Знаменское, Комарово, Терское с целью создания ударной группировки по захвату господствующих высот Терского хребта, и 6 октября 1999 года 205-я омсбр вступила в бой с бандитами[какими?] на подступах к станице Ищёрская, где были оборудованы долговременные огневые укрепления.
8 октября 1999 года, ударами боевых вертолётов в районе 4-х км юго-западнее населённых пунктов Верхний Наур, Кирово, по скоплению боевиков был нанесён значительный урон незаконным вооружённым формированиям, что сломило боевой дух боевиков.
К исходу 15 октября 1999 года было завершено окружение группировки бандформирований возле аула Наурское и в Надтеречном районах с целью обеспечения проведения специальных операций по зачистке населённых пунктов от бандформирований и восстановления в них законности и конституционного порядка.
Для захвата выгодных рубежей на западной окраине города Грозный на базе частей и подразделений 205-й и 136-й мотострелковых бригад были созданы рейдовые отряды в составе усиленных мотострелковых рот и батальонов. После проведения разведки и артподготовки подразделения быстрыми и решительными действиями захватили господствующие высоты и закрепились на них, обеспечив подход к городу основных сил группировки и отрезав возможность организованного отхода бандитов.
К исходу 15 ноября 1999 года подразделения 503-го мотострелкового полка блокировали населённый пункт Бамут с севера, а 693-го мотострелковый полк — с запада и юго-запада. Боевики оказывали упорное сопротивление, вели сосредоточенный, плотный огонь со стороны горы «Волчья» (на востоке населённого пункта Бамут). После нанесения мощного огневого удара артиллерией и фронтовой авиацией подразделения 503-го и 693-го мотострелковых полков пошли в наступление и овладели высотой «Волчья», тем самым полностью блокировали населённый пункт Бамут, выполнив задачу, поставленную командованием оперативной группировки войск.
К исходу 20 ноября 1999 года 3-я мотострелковая рота 693-го мотострелкового полка, под огневым шквальным огнём боевиков блокировала населённый пункт Ачхой-Мартан с юга, тем самым подразделение не допустило беспрепятственного выхода боевиков в горный массив для оказания помощи бандитам[каким?], находящимся в Бамуте.
7 декабря 1999 года дорога Урус-Мартан — Танги была взята под полный контроль федеральных войск.
С 18 декабря 1999 года, после передислокации 503-го мотострелкового полка в район южнее Урус-Мартан, подразделения выполняли задачу по непосредственному блокированию селения Урус-Мартан с юга, а подразделения 693-го мотострелкового полка вышли на южную окраину селения Ачхой-Мартан и так же блокировали его с юга. Проведённые операции по блокированию сёл исключили возможность подвоза боевикам, действовавшим в районе этих населённых пунктов продовольствия, медикаментов других материальных средств и вынудили их отойти в горы.
В течение января подразделения 503-го и 693-го мотострелковых полков осуществляли преследование незаконных вооружённых формирований и вели боевые действия по захвату высот в районе Аргунского ущелья. Основной задаче для этих подразделений являлся захват перевала, других возможных проходов по ущелью, предотвращения проникновения подкрепления бандитам[каким?] через границу Российской Федерации, а также дать возможность пограничным войскам Федеральной службы безопасности Российской Федерации организовать надёжную охрану по всей линии государственной границы.
В декабре 1999 года была взята под контроль вся равнинная часть территории Чеченской Республики. Основные силы боевиков сосредоточились в горах, но немалая их часть осела в Грозном и других населённых пунктах. Перед российскими войсками стояли две задачи: освобождение от бандитов[каких?] столицы республики и ликвидация бандформирований в горных районах.
С середины декабря 1999 года войска ОГВ (с) приступили к выполнению поставленных задач. На западном направлении руководил генерал М. Малофеев — заместитель командующего 58-й общевойсковой армией по боевой подготовке.
17 января войсковые подразделения вошли в Грозный с двух направлений и неожиданно встретили упорное сопротивление боевиков, был убит генерал Малофеев. Преодолевая сопротивления, подразделения продвигались к площади Минутка. Бандитские формирования, действовавшие в пригородах и районах города, близлежащих населённых пунктах и терроризировавших местное население были вытеснены в горы и стали концентрироваться в Шатойском, Веденском, Ножай-Юртовском районах.
14 января 2000 года 19-я мотострелковая дивизия, согласно приказу командующего оперативной группы «Запад» генерала-лейтенанта Владимира Шаманова, переместилась в район южнее селения Старые Атаги и получила боевую задачу — взять под контроль западный хребет «Волчьих ворот», блокировать незаконные вооружённые формирования и не допустить прорыва боевиков в населённые пункты. Комсомольское, Алхазурово, Мартан-Чу. Основные усилия были направлены на Аргунское ущелье в его вход — «Волчьи ворота». Подразделения 503-го мотострелкового полка заняли господствующие высоты, оборудовали в инженерном отношении опорные пункты с круговой обороной, заминировали вероятные подходы (тропы) бандитов, подготовили рубежи огня из артиллерии и миномётов на маршрутах вероятного прорыва боевиков.
Противник тоже сосредоточил свои основные усилия на удержании «Волчьих ворот».
24 января 2000 года 4-я мотострелковая рота 693-го гв. мотострелкового полка, вела бой и удерживала ротный опорный пункт, не допустив прорыва бандитов[каких?] в районе селения Пионерское, противник был отбит и загнан снова в горы, часть бандитов[каких?] всё же смогла прорваться в Пионерское[уточнить]
.
25 января 2000 года в результате тяжёлых боестолкновений подразделениями 693-го гв. мотострелкового полка, противник был выбит из населённого пункта Пионерское, были взяты под контроль: северная часть хребта и дорога Дачу-Борзой — Дуба-Юрт.
3 февраля 2000 года 205-й отдельной мотострелковой бригадой был блокирован аул Шами-Юрт с юга, перед подразделениями стояла задача не пропустить прорыва боевиков через боевые порядки бригады.
4 февраля 2000 года подразделения войсковой манёвренной группы, 205-й омсбр блокировали населённый пункт Катыр-Юрт с юга, в результате активных боевых действий войсковой манёвренной группы противник понёс большие потери и отступил в горную часть Чеченской Республики.
5 марта 2000 года под прикрытием темноты группа из банды Гелаева численностью около 800 человек по горным тропам и устьям рек в сопровождении проводников из местных жителей селения Комсомольское проникли из горных районов республики в данный населённый пункт. В течение 5 и 6 марта были проведены мероприятия по блокированию населённого пункта Комсомольское подразделениями 503-го гв. мотострелкового полка, но решить задачу по уничтожению противника с ходу не удалось.
Используя жилые строения, мощные бетонные подвалы, боевики создали глубоко эшелонированную оборону и ожесточённо сопротивлялись российским войскам. После того, как населённый пункт Комсомольское был освобождён, военные эксперты подтвердили, что местное население, поддерживающее боевиков, активно готовило село к боевым действиям. Жилые строения были подготовлены и использованы как огневые точки, во многих домах имелись двухуровневые подвалы. Оконные проёмы в домах и подвалах заложены мешками с песком, с использованием природного камня. Во дворах оборудовались блиндажи, имелись ходы сообщений между домами, в заборах проделывались бойницы для стрельбы, что обеспечивало боевикам быструю смену огневых позиций.
Позже к блокированию селения Комсомольское привлекались и подразделения 19-й мотострелковой дивизии. В течение семи суток подразделения вели боевые действия по уничтожению бандитов в Комсомольском и 14 марта освободили населённый пункт от боевиков.
В ходе ведения спецоперации боевики неоднократно пытались прорвать кольцо окружения в южном, юго-восточном и юго-западном направлениях, одновременно предпринимались попытки проникновения и оказания помощи незаконным вооружённым формированиям, бандитами с горной части республики. Противник настойчиво предпринимал попытки воссоединения с группами, обороняющимися в Комсомольском. В результате решительных действий подразделений 58-й ОА, других силовых структур все попытки массового прорыва боевиков были пресечены, бандиты понесли значительные потери, убито свыше 400 человек, 200 взяты в плен, остальные были рассеяны и бежали в горные ущелья.
Войсковая операция в районе села Комсомольское была одна из последних крупномасштабных операцией по ликвидации группировки Руслана Гелаева, после этого на территории Чеченской Республики начали набирать силу мирные процессы.

### Беслан (1—3 сентября 2004)
Подразделения 58-й армии участвовали в освобождении заложников в Беслане 1-3 сентября 2004 года. Недалеко от школы, где удерживались заложники, был развёрнут оперативный штаб 58-й ОА, полевой госпиталь, для оказания помощи вышедшим из здания. Части армии участвовали в штурме школы, разминировании помещений и спасении оставшихся в здании заложников.

### Война в Грузии (2008)
8 августа 2008
18:24 — две танковые колонны 19-й мотострелковой дивизии 58-й общевойсковой армии обошли Цхинвал по Зарской дороге и Транскавказской магистрали и начали обстрел позиций грузинских военных. Грузинским войскам пришлось покинуть Цхинвал.
19:37 — части 58-й общевойсковой армии подавили грузинские огневые точки, обстреливавшие город и позиции бывших миротворцев ССПМ.
9 августа 2008
09:36 — часть 58-й общевойсковой армии Северо-Кавказского военного округа прорвалась к базовому лагерю российских миротворцев в Цхинвале.
11:56 — По заявлению Главнокомандующего Сухопутными войсками Владимира Болдырева части 58-й армии полностью очистили Цхинвал от грузинских военных. Ранее воюющие стороны неоднократно сообщали о том, что Цхинвал находится под их контролем.
Днём в засаду под артиллерийский обстрел попала штабная колонна 58-й армии, продвигавшаяся по окружной дороге к Цхинвалу. Колонна понесла большие потери, из 30 машин уцелело только 5. Среди прочих ранения получил командующий армией Анатолий Хрулёв и журналисты российского телеканала «Вести». Раненые доставлены в госпиталь во Владикавказе.
Военные трофеи
По заявлениям российских генералов, всего в ходе войны в Грузии силами 58-й общевойсковой армии было захвачено 65 танков, несколько десятков единиц другой бронетехники, в том числе пять комплексов ПВО «Оса», 15 боевых машин пехоты БМП-2, артиллерийские орудия Д-30, а также самоходные артиллерийские установки чешского производства и бронетранспортёры производства США. Ранее, в ходе отступления грузинские военные оставили в ангарах и на складах военной базы возле города Гори 15 танков, десятки бронемашин и артиллерийских орудий, снаряды и ракеты. Часть боеприпасов была уничтожена, а часть вывезена за пределы Грузии. На другой военной базе, в городе Сенаки, которая также была без боя оставлена грузинскими войсками, российские военнослужащие изъяли 1728 единиц оружия, среди которых 764 винтовки M-16 (производства США), 28 пулемётов M240 (также производства США) и 754 автомата Калашникова.

### Вторжение России на Украину (с 2022)
В начале вторжения России на Украину 58-я армия была основой группировки войск РФ, действовавшей на южном направлении. В марте 2022 года погиб подполковник Гашиятуллин Руслан Рамазанович, один из командиров 58-й армии ВС РФ. В конце марта сообщалось, что личный состав двух батальонно-тактических групп 4-й гвардейской военной базы (около 300 южноосетинских контрактников) самостоятельно вернулись к месту постоянной дислокации в Южной Осетии после пяти дней боевых действий.
По данным британской разведки, в июле 2023 года 58-я армия отражала контрнаступление ВСУ в Запорожской области. В начале июля 2023 командующий 58-й армией генерал-майор И. И. Попов подал рапорт высшему командованию с просьбой ротации фронтовых частей и обеспечения средствами контрбатарейной борьбы. Резко критиковал военное начальство из-за массовых потерь военнослужащих.
26 сентября 2023 года указом Президента Российской Федерации 58-й общевойсковой армии присвоено почётное наименование «гвардейская».

## В составе
- Северо-Кавказский военный округ (1995—2010)
- Южный военный округ (2010 — н. в.)

## Состав

### 2024 год
В состав 58-й общевойсковой армии входят:
- управление
- 19-я мотострелковая Воронежско-Шумлинская Краснознамённая, орденов Суворова и Трудового Красного Знамени дивизия, в/ч 20634 (г. Владикавказ)
- 42-я гвардейская мотострелковая Евпаторийская Краснознамённая дивизия (Ханкала, Калиновская, Шали, Борзой)
- 136-я отдельная гвардейская мотострелковая Уманско-Берлинская Краснознамённая, орденов Суворова, Кутузова и Богдана Хмельницкого бригада, в/ч 63354 (г. Буйнакск)
- 49-я отдельная десантно-штурмовая бригада[16], в/ч 31707
- 4-я гвардейская военная Вапнярско-Берлинская Краснознамённая, орденов Суворова и Кутузова база, в/ч 66431 (г. Цхинвал (Южная Осетия))
- 12-я гвардейская ракетная бригада, в/ч 25788 (г. Моздок)[~ 1]
- 291-я гвардейская артиллерийская бригада, в/ч 64670 (ст. Троицкая).
- 67-я зенитная ракетная бригада, в/ч 32383 (г. Владикавказ).
- 100-я отдельная разведывательная бригада, в/ч 23511 (г. Моздок-7, Моздокский район)
- 34-я бригада управления, в/ч 29202 (г. Владикавказ)
- 40-й полк радиационной, химической и биологической защиты, в/ч 16383 (ст. Троицкая)
- 31-й инженерно-сапёрный полк, в/ч 31777 (г. Прохладный)
- 74-й отдельный радиотехнический полк ОсНаз, в/ч 68889 (г. Владикавказ);
- 14-й отдельный батальон РЭБ (г. Владикавказ);
- 1020-й командный разведывательный центр, в/ч 30656 (г. Владикавказ);
- 1338-й командный пункт ПВО (г. Владикавказ);
- Н-я топографическая часть (г. Владикавказ)

## Командование армии
Командующие
- генерал-лейтенант Трошев Геннадий Николаевич (май 1995 — июль 1997)
- генерал-лейтенант Сидякин Анатолий Михайлович (июль 1997 — август 1999)
- генерал-лейтенант Шаманов Владимир Анатольевич (август 1999 — декабрь 2000)
- генерал-майор Герасимов Валерий Васильевич (февраль 2001 — март 2003)[18]
- генерал-лейтенант Соболев Виктор Иванович (март 2003 — апрель 2006)[4]
- генерал-лейтенант Хрулёв Анатолий Николаевич (4 апреля 2006 — 6 мая 2010)[19]
- генерал-майор Картаполов Андрей Валериевич (7 мая 2010 — 30 января 2012)[20]
- генерал-майор (с 2014 — генерал-лейтенант) Гурулёв Андрей Викторович (30 января 2012 — август 2016)[21]
- генерал-майор Кузовлев Сергей Юрьевич (август 2016 — январь 2017)
- генерал-майор (с 12.12.2018 — генерал-лейтенант) Никифоров Евгений Валерьевич (январь 2017 — февраль 2019)[22]
- генерал-майор Рыжков Сергей Борисович (февраль 2019 — сентябрь 2020)
- генерал-лейтенант Зусько Михаил Степанович (сентябрь 2020 — не позднее 8 июня 2023)
- генерал-майор Попов Иван Иванович (не позднее 8 июня 2023[23] — не позднее 11 июля 2023[24][25])
- генерал-лейтенант Лямин Денис Игоревич (июль — октябрь 2023)[26]
- генерал-майор Медведев Сергей Викторович (с октября 2023)

## Профессиональная подготовка

### Командно-штабные учения (2002)
В 2002 году во Владикавказе были проведены командно-штабные учения частей и подразделений 58-й общевойсковой армии. По легенде учений условный противник прорывался с территории Грузии в высокогорной местности, а российские войска занимают оборону. На одном из этапов учений подразделения 58-й общевойсковой армии обеспечивали безопасность российского миротворческого контингента в Южной Осетии, который состоит из нескольких сотен военнослужащих 58-й ОА.
По сообщению начальника пресс-службы командующего войсками Северо-Кавказского военного округа полковника Геннадия Алёхина целью учений являлась отработка взаимодействия штабов и воинских частей, дислоцированных по всему Северному Кавказу, от Чёрного моря до Дагестана.

### Военные учения (2006)
В начале сентября 2006 года проводила широкомасштабные военные учения на территории трёх республик РФ (Северной Осетии, Кабардино-Балкарии и Ингушетии). По легенде учений, границу в районе, подконтрольном подразделениям армии, прорвали войска соседнего государства. На противостояние «агрессорам» были брошены три тысячи солдат и офицеров и 500 единиц боевой техники.

### Учения Кавказ-2012
17—23 сентября 2012 года на полигонах Раевский, Ашулук, Дарьял, Тарское, Серноводское соединения и воинские части 58-й ОА принимали непосредственное участие в стратегических командно-штабных учениях Южного военного округа «Кавказ-2012» —, которые проходили в завершение летнего периода обучения в Вооружённых силах. Тема учений — совершенствование практических навыков командного состава и штабов в планировании и применении войск в условиях равнинно-степной местности с использованием перспективных автоматизированных систем управления и применением высокоточного оружия и новых образцов вооружения.
Владимир Путин посетил проходившие на полигоне Раевский стратегические учения «Кавказ-2012» и дал им отличную оценку. Президент отметил, что главная задача подобных учений — это демонстрация готовности военнослужащих защитить национальные интересы россиян и устранить угрозы национальной безопасности России.

## Награды
- Почётное наименование «гвардейская» (26 сентября 2023 года) — «за массовый героизм и отвагу, стойкость и мужество, проявленные личным составом армии в боевых действиях по защите Отечества и государственных интересов в условиях вооружённых конфликтов»[2]
- Орден Суворова (2020) — за заслуги в укреплении обороноспособности страны, высокие показатели в боевой подготовке, героизм, мужество и самоотверженность, проявленные личным составом в ходе выполнения боевых задач.[29]

## Галерея
- Управление 58-й общевойсковой армии в поле, 2003 год
- Генерал армии Баранов А. И. на учениях 58-й общевойсковой армии в Капустином Яру.
- генерал-лейтенант Соболев В. И. Беслан, 2004 год
- Состав военного совета 58-й общевойсковой армии, апрель 2005 года, Владикавказ.
- Управление 58-й общевойсковой армии — прохождение торжественным маршем, Владикавказ, 2007 год.
- Д. А. Медведев в штабе 58-й общевойсковой армии, 21 ноября 2011 года
- Парад победы принимает командующий 58 армией генерал-майор Гурулёв А. В.
- Парад победы 9 мая 2013 года во Владикавказе
- Командующий 58-й армией генерал-майор Гурулёв А. В. открывает новый военный городок, Цхинвал, 2014 год.
- Генерал армии Баранов на КП 58-й общевойсковой армии